# Larry Brinson
Larry Sylvesta Brinson (6 de junho de 1954, Opa-locka, Flórida) é um ex-jogador profissional de futebol americano estadunidense.

## Carreira
Larry Brinson foi campeão da temporada de 1977 de National Football League jogando pelo Dallas Cowboys.